# Perlesyning
Perlesyning er en type håndarbejde, hvorved perler ved hjælp af nål og tråd sættes sammen til fremstilling af smykker eller figurer, og til dekoration af f.eks. klæder. Perler kan også benyttes i en såkaldt perlevæv til fremstilling af dekorative bånd.
Den traditionelle kvindelige grønlandske nationaldragt har en overdel som er fremstillet af en stor mængde små perler.
| Tøj | Spire Denne artikel om tøj, sko eller lignende er en spire som bør udbygges. Du er velkommen til at hjælpe Wikipedia ved at udvide den. |